# Emmanuel Berl
Emmanuel Berl (Le Vésinet, 2 agosto 1892 – Parigi, 22 settembre 1976) è stato un giornalista, storico e saggista francese.
Era marito della cantante Mireille Hartuch e cugino di Lisette de Brinon.

## Biografia
Nacque in una famiglia ebrea dell'alta borghesia francese imparentata con Henri Bergson, Marcel Proust e con la sceneggiatrice Monique Lange. Diplomatosi al liceo Condorcet di Parigi, iniziò a studiare filosofia prima di arruolarsi come volontario allo scoppio della prima guerra mondiale. Congedato nel 1917 a causa di una malattia respiratoria, ricevette la croce di guerra (croix de guerre) come premio per il suo impegno al fronte.
Si unì quindi agli artisti surrealisti, frequentando soprattutto Louis Aragon, Gaston Bergery e Pierre Drieu La Rochelle, che era stato suo ex compagno di scuola. Nel 1927, Berl e La Rochelle pubblicarono il periodico Les Derniers Jours. L'anno successivo, assieme a Édouard Berth, Marcel Déat, Bertrand de Jouvenel e Pierre Mendès-France, partecipò alla redazione dei Cahiers bleus, editi dal Partito sindacalista repubblicano di Georges Valois. Negli stessi mesi incontrò André Malraux, a cui dedicò la sua Mort de la pensée bourgeoise, una satira in cui Berl reclamava una cultura e una letteratura più impegnate.
Durante gli anni '30 entrò in politica dalla parte dei radicali. Dopo aver lavorato per il settimanale Monde, nel 1932 lanciò il settimanale Marianne, che divenne il principale settimanale di sinistra fino alla creazione di Vendredi nel 1935. Nei suoi articoli difese una linea politica favorevole al Fronte popolare, ma il suo pacifismo intransigente e il rifiuto del totalitarismo sia fascista che comunista lo spinsero ad adottare posizioni eterodosse e a mostrare simpatia per il neosocialismo. Nel 1937, Berl si dimise da Marianne e fondò il nuovo settimanale Le Pavé de Paris, che condusse fino all'esodo da Parigi nel 1940.
Partito per il sud-ovest dopo l'occupazione nazista, il 17 giugno 1940 venne richiamato a Bordeaux per scrivere un discorso del maresciallo Philippe Pétain, capo del Governo collaborazionista. Dopo un breve periodo a Vichy, decise però di voltare le spalle al nuovo regime e tornare dalla moglie Mireille a Cannes, stabilendosi quindi ad Argentat nel luglio 1941.
Dopo la seconda guerra mondiale lasciò la politica per concentrarsi sulla letteratura e sulla redazione di opere autobiografiche, tra cui il romanzo Sylvia (1952). Nel 1967 l'Académie française gli conferì il Gran premio di letteratura.
Morì a Parigi nel 1976, venendo sepolto al cimitero di Montparnasse.

## Opere principali
- Méditation sur un amour défunt, Grasset, Parigi, 1925
- Mort de la pensée bourgeoise, Grasset, Parigi, 1929
- Mort de la morale bourgeoise, Gallimard, Parigi, 1930
- Le Bourgeois et l'Amour, Gallimard, Parigi, 1931
- Sylvia, Gallimard, Parigi, 1952
- Présences des morts, Gallimard, Parigi, 1956
- Rachel et autres grâces, Grasset, Parigi, 1965
- Trois Faces du sacré, Grasset, Parigi, 1971
- Le Virage, Gallimard, Parigi, 1972